# McIgreja
McIgreja é um neologismo usado para sugerir que uma igreja que possui fortes elementos de entretenimento, consumismo ou comercialismo que obscurece o aspecto religioso. O termo algumas vezes é utilizado para denotar as megaigrejas. Também refere-se a paródia de religião com fonemas da Internet e aspectos referentes ao acrônimo referente a rede de fast food que inspira o termo original americano "McChurch".

## Elementos de uma McIgreja
A original precisa do termo não é exata, datando a meados dos anos 90.
Existem fontes proeminentes que usaram o termo que incluem:
- Charles Colson em seu livro de 1994 "The Body", o qual descreve uma McIgreja confome um autor verificou no Japão. O autor também usa o termo "Hot Tub Religion" (relacionando com o materialismo) para expressar o mesmo sentimento.
- Robert McClory's em seu artigo de 1992 "Superchurch", lançado nos Estados Unidos da América numa publicação semanal alternativa chamada The Chicago Reader. Este artigo descreve a "Willow Creek Community Church", a megaigreja em South Barrington, Illinois como uma McIgreja.
- O representante do Estado do Maine, senhor Stan Moody em seu livro de 2006 "McChurched" descreve o persuasivo consumismo na comunidade Cristã evangélica.

Moody, um Democrata, atribui este sentimento para incorporaração de uma influência republicana pro-capitalista dentro da comunidade religiosa. 
- Dan Schaeffer em seu artigo "McChurch" de 2002 na edição da revista cristã "Plain Truth Magazine". Schaeffer estabelece que muitas igrejas cristãs tem "ido a Las Vegas" (numa alusão ao local de jogos e diversões presentes naquele País) como uma forma de crescer com suas congregações.

Uma McIgreja Comum inclui os seguintes elementos a seguir:
- As lojas de presente, as lojas de café ou lanchonetes e outras formas de gerar resultados/ rendimentos incorporados na estrutura principal do edifício da igreja.
- As reuniões focam-se na apresentação de temas, através dos símbolos ou da música, ao invés de voltar-se a discussão doutrinal
- Instalação nas áreas suburbanas ou pontos exuberantes para atrair uma clientela da classe média alta que impulsionam as doações recebidas.
- Participação em outras atividades geração de rendimento, tais como vender materiais ou franchising

Além destes elementos comuns, o termo é entendido de modos diferentes pelos de visão convencional (secular) e os meios de comunicação cristãos.
As fontes seculares, como McClory e Moody denotam que as McIgrejas promovem políticas filosóficas sociais conservadoras.
Por outro lado, os meios de comunicação cristão, como Colson e Schaeffer definem as McIgrejas como teologia permissiva, especialmente com respeito ao comportamento sexual, que ambos os autores sugerem é uma forma de impulsionar o crescimento da congregação e por consequencia as doações oriundas deste movimento.

## Palavras relacionadas
Um número similar de palavras tem tido a mesma conotação que a McIgreja possui, como por exemplo "ChristCo", "Six Flags Over Jesus,"McJesus", "Religion Lite", e "Krispy Kreme Christianity".